# Dryopteris maderensis
Dryopteris maderensis is een varen uit de niervarenfamilie (Dryopteridaceae). Het is een endemische soort op het Portugese eiland Madeira.

## Naamgeving enetymologie
- Synoniem: Dryopteris intermedia subsp. maderensis (J. Milde ex Alston) Fraser-Jenk.

De soortaanduiding maderensis slaat op de vindplaats Madeira.

## Kenmerken
Dryopteris maderensis is een overblijvende, kruidachtige plant met een vlakke open bundel van lange, ovale, dubbel geveerde bladen.
De sporenhoopjes zitten op de onderzijde van de bladen, zijn rond of ovaal, afgedekt met een niervormig dekvliesje.
D. maderensis is een stuk groter dan de zustersoort Dryopteris aitoniana, die eveneens in Madeira en in hetzelfde biotoop voorkomt.

## Fylogenie
Dryopteris maderensis is in het verleden gehybridiseerd met Dryopteris aemula, waaruit de hybride Dryopteris guanchica ontstaan is.

## Habitat, verspreiding en voorkomen
Dryopteris maderensis is een terrestrische varen die vooral voorkomt in donkere, vochtige laurierbossen of Laurisilva.
Het is een endemische soort op het Portugese eiland Madeira, waar hij vooral voorkomt in de buurt van Serra de Água en Curral das Freiras.
... · 
D. aemula · 
D. affinis (glanzende geschubde mannetjesvaren) · 
D. aitoniana · 
D. azorica · 
D. borreri (matte geschubde mannetjesvaren) · 
D. cambrensis · 
D. carthusiana (smalle stekelvaren) · 
D. corleyi · 
D. cristata (kamvaren) · 
D. dilatata (brede stekelvaren) · 
D. erythrosora (herfstvaren) · 
D. expansa (tere stekelvaren) · 
D. filix-mas (mannetjesvaren) · 
D. guanchica · 
D. intermedia · 
D. maderensis · 
D. oligodonta · 
D. oreades · 
D. remota · 
D. rigida · 
D. stanley-walkeri · 
D. villarii · 
...